# 深礎工法
深礎工法（しんそこうほう）とは建物重量を地中の支持層に伝達する役目を担う杭を地中深く施工する杭工法の一種。現在施工されている場所打ち杭の中では最も歴史が古く、掘削は人力または機械により行いつつ、鋼製波板とリング枠（主にライナープレート）で土留めを行う。孔内で鉄筋を組立て、土留め材を取り外しながらコンクリートを打設し杭を形成する。第一生命ビルや銀座松屋の工事を施工した木田保造の発案によると言われている。

## 施工杭径
- 1200mm-∞（人が掘るため大口径が可能）

## 長所・欠点
1. 人力掘削なので狭い敷地や傾斜地又は根切り面からの施工が可能。
2. 大口径で大深長の杭施工が可能。
3. 湧水が多い場合や崩れやすい地盤には適さない。
4. 無振動・無公害である。